# Municipio de Morgan (Dakota del Sur)
El municipio de Morgan (en inglés: Morgan Township) es un municipio ubicado en el condado de Jones en el estado estadounidense de Dakota del Sur. En el año 2010 tenía una población de 13 habitantes y una densidad poblacional de 0,14 personas por km².

## Geografía
El municipio de Morgan se encuentra ubicado en las coordenadas 43°57′21″N 100°59′2″O / 43.95583, -100.98389. Según la Oficina del Censo de los Estados Unidos, el municipio tiene una superficie total de 92.34 km², de la cual 92,07 km² corresponden a tierra firme y (0,3 %) 0,28 km² es agua.

## Demografía
Según el censo de 2010, había 13 personas residiendo en el municipio de Morgan. La densidad de población era de 0,14 hab./km². De los 13 habitantes, el municipio de Morgan estaba compuesto por el 100 % blancos. Del total de la población el 0 % eran hispanos o latinos de cualquier raza.